# Bosbeheer gericht op biodiversiteit
Bosbeheer gericht op biodiversiteit is een vorm van bosbeheer die als hoofddoel heeft de biodiversiteit in bossen te vergroten. Vergroting van biodiversiteit vormt samen met oorspronkelijkheid en natuurlijkheid de belangrijkste doelstelling in het natuurbeleid en -beheer voor bossen.  In 39% van het Nederlands bosareaal is 'natuur' het belangrijkste beheerdoel (‘natuurbossen’), terwijl in de overige 61% houtproductie en recreatie als even belangrijke doelen worden gezien (‘multifunctionele bossen’). Sinds de jaren 1980 staat biodiversiteit, ook die in bossen, wereldwijd in de publieke belangstelling, omdat veel soorten dreigen uit te sterven door menselijk handelen. Er zijn verschillende vormen van beheer ontwikkeld om de biodiversiteit in bossen te behouden of te vergroten.

## Biodiversiteit en bossen in Nederland
Van de om en nabij 34.000 planten- en diersoorten in Nederland is een deel in meer of mindere mate afhankelijk van bos. In Nederland herbergen bossen bijvoorbeeld ruim vierhonderd van de ± 2700 soorten planten en 2500 van de ± 20.000 soorten geleedpotigen. Bij bepaalde soortgroepen, zoals zweefvliegen en zoogdieren, is zelfs meer dan een derde van het totale aantal soorten direct van bossen afhankelijk.
Waar sinds 1994 de algehele biodiversiteit van de Nederlandse landnatuur is afgenomen, blijft deze in het Nederlandse bos gemiddeld genomen stabiel. Kenmerkende bosvogels nemen de laatste tien jaar gemiddeld in aantal toe, evenals de meeste bosgebonden zoogdieren. Van de bosgebonden vlindersoorten vertonen achttien een toename, terwijl elf soorten in aantal afnemen. Belangrijke oorzaken van deze positieve trend zijn het ouder worden van bestaande bossen en de aanleg van nieuwe bossen in laag Nederland. De hoeveelheid dood hout in de Nederlandse bossen, die van groot belang is voor de biodiversiteit, is toegenomen van slechts 5,7 m3/ha in 1988 tot 13,8 m3/ha in 2013.
Dit betekent niet dat de gehele bosgebonden biodiversiteit er goed voor staat. Enkele broedvogelsoorten van oude bossen, zoals zwarte specht en fluiter, vertonen juist een afname. Ook veel naaldbosgebonden vogelsoorten nemen af, mogelijk door de omvorming van naaldbos naar andere natuurtypen. Daar komt bij dat het aantal grotere roofvogels door voedselgebrek afneemt op de hogere zandgronden, terwijl het juist toeneemt in laag Nederland. Dit voedselgebrek hangt samen met de veranderingen in het voedselweb door hoge stikstofdepositie en verzuring waar juist bostypen in het droge zandlandschap zo gevoelig voor zijn.,
Soorten stellen verschillende eisen aan hun leefomgeving. De ene soort houdt van vocht, voedselrijkdom en licht, de andere voelt zich beter thuis in een droge, voedselarme, schaduwrijke omgeving. Elke verandering in het bos kan tegelijkertijd positieve gevolgen hebben voor sommige plant- en diersoorten en negatieve gevolgen voor andere. Hiermee moet een beheerder rekening houden wanneer deze het voorkomen van bepaalde soorten wil bevorderen of juist binnen de perken wil houden. Door bij het bosbeheer in te spelen op heterogeniteit van het landschap op verschillende schaalniveaus, kunnen veel soorten naast elkaar voorkomen. Het is ook van belang dat bossen op landschapsschaal worden beheerd. Vinden we bijvoorbeeld een karig en structuurarm beukenbos dat is omzoomd door structuurrijke en gevarieerde eiken- en berkenbossen, dan is het raadzaam dit bos te handhaven omdat de aanwezigheid hiervan op landschapsschaal juist zorgt voor extra variatie.

## Typen biodiversiteitsbeheer in bossen
Om de biodiversiteit in het bos te vergroten, moet het bosbeheer gericht zijn op het in stand houden of creëren van heterogeniteit van het milieu, zoals nat/droog, licht/donker, voedselrijk/voedselarm, structuurrijk/structuurarm. 
Natuurlijke processen kunnen hieraan bijdragen, maar veel van deze processen zijn 'stilgelegd'. Bosbranden worden zo snel mogelijk geblust, rivieren kunnen niet ongebreideld overstromen en de grondwaterstand wordt gemanipuleerd. Tevens zijn op veel plaatsen geen grote vrij levende herbivoren aanwezig die door begrazing invloed kunnen uitoefenen op de bosontwikkeling. Soorten zoals oeros en tarpan zijn zelfs wereldwijd uitgestorven. 
Bovendien zijn er veel nivellerende invloeden vanuit de omgeving, zoals vermesting, verdroging en verzuring. In natuurlijke landschappen zorgen bovengenoemde natuurlijke processen voor een grotere terreinheterogeniteit, waarbij open plekken ontstaan en verschillende bostypen op landschapsschaal zich kunnen ontwikkelen. In het Nederlandse cultuurlandschap hebben veel bossen echter een klein oppervlak en liggen ze versnipperd en geïsoleerd in het landschap. Hierdoor is het op veel plaatsen niet mogelijk om de natuurlijke processen te herstellen.
Om de gewenste heterogeniteit van het bos in stand te houden of te vergroten, zijn  in veel gebieden beheermaatregelen noodzakelijk, zoals het doen ontstaan van dood hout, geleidelijk verlopende bosranden, open plekken en verticale gelaagdheid. Ook kan het stimuleren van begrazing helpen en een aangepast beheer van wild en exoten.

## Dood hout maken
Dood hout vormt de meest waardevolle component van een bossysteem als wordt gesproken over biodiversiteit. Een derde van de totale bosgebonden biodiversiteit en 40 tot 50% van alle bosfauna is afhankelijk van dood hout., Dit hangt ermee samen dat dood hout niet één specifieke habitat vormt, maar een complex van elkaar opvolgende micro-habitats met ieder zijn eigen specifieke soorten. Door de relatief jonge leeftijd van het Nederlandse bos en een verleden als intensief productielandschap is er echter nog weinig dood hout aanwezig. Waar dood hout in het Poolse oerbos van Bialowieza ruim 25% van de bovengrondse biomassa uitmaakt, betreft dit in Nederland zo’n 6,38% (2012-2013).
Op termijn zal het aandeel dood hout in het Nederlandse bos vanzelf toenemen. Met het oog op de hoge waarde voor de biodiversiteit kan een beheerder er voor kiezen om dit proces te versnellen door  kunstmatig dood hout te creëren. Hiertoe kunnen bomen worden geveld, geringd, gelipt, omgetrokken of omgeduwd, of men kan ‘dood-houteilanden’ laten ontstaan:
- Bij vellen wordt een boom omgezaagd en vervolgens niet geoogst, zodat hij dienst kan doen als liggend dood hout. Ook bij een geplande houtoogst kan men minder waardevolle stamdelen ter plaatse achterlaten, of de bomen hoger afzagen, zodat een hoge stobbe achterblijft. In natuurlijk functionerende systemen worden bomen bijvoorbeeld geveld door bevers.
- Bij ringen wordt de boom ingesneden zodat de schors, de bast en het cambium onderbroken worden. Hierdoor wordt de sapstroom belemmerd en zal de boom binnen een aantal jaren doodgaan, met als gevolg dat er staand dood hout in het bossysteem wordt gecreëerd. Staand dood hout kan dienst doen als nestboom voor tal van holenbroeders zoals grote bonte specht en matkop en verteert langzamer dan liggend dood hout, waardoor het langer in het bossysteem aanwezig blijft. Staand dood hout kent een gradiënt van vochtig aan de voet naar droog aan de bovenzijde, waardoor de voet vaak eerder verteert en er uiteindelijk alsnog liggend dood hout ontstaat. Door te ringen wordt het schillen van bomen door paarden, elanden, wisenten, edelherten en reeën gesimuleerd. Door grote oppervlakten bos in een keer te ringen, wordt een stijgende grondwaterstand of insectenplaag gesimuleerd. Vanuit het oogpunt van biodiversiteit is het beter om bomen gefaseerd in ruimte en tijd te ringen, zodat alle verteringsstadia met de daaraan gebonden flora en fauna in het terrein kunnen voorkomen.
- Bij lippen wordt een boom deels ingezaagd waarna hij wordt omgetrokken. Op deze manier wordt het afknappen van een stam gesimuleerd zoals dat voorkomt bij stormen. Evenals voor vellen geldt bij lippen dat, afhankelijk van de boomsoort, deze opnieuw uit kan lopen.
- Bij omtrekken en omduwen wordt windworp gesimuleerd. Windworp houdt in dat er door storm in een keer meerdere bomen omvallen waardoor een open plek ontstaat. De wortelkluit van omgetrokken of omgeduwde bomen vormt een potentiële nestplaats voor diverse vogelsoorten zoals ijsvogel en winterkoning. Indien deze maatregel wordt uitgevoerd in vochtige bostypen, ontstaat er onder de kluit vaak een poeltje. Dergelijke poeltjes kunnen weer als voortplantingsplaats fungeren voor amfibieën en allerhande macrofauna zoals muggenlarven en rattenstaarttlarven (larve van de blinde bij).
- Behalve deze actieve methoden is er ook nog een passieve methode om het aandeel dood hout in een bosgebied te verhogen. Deze methode staat bekend onder de term ‘dood-houteilanden’.[10] Binnen een multifunctioneel bos worden individuele bomen of bosjes van een kwart tot een halve hectare groot aangewezen waarin geen regulier bosbeheer meer wordt toegepast. Dergelijke bosjes komen in de loop der tijd in de vervalfase terecht, waardoor er veel dood hout ontstaat. Soorten die aan dood hout zijn gebonden, kunnen deze bosjes  gebruiken om zich door het boslandschap te verplaatsen (zgn 'stapstenen').[10]

## Geleidelijke bosranden creëren
Geleidelijke overgangen van bos  naar aangrenzende terreinen zijn belangrijk, voor veel soorten zelfs meer dan het bos zelf. Zulke overgangen bieden meer ecologische niches, waardoor meer soorten er een geschikte leefomgeving vinden. Veel bosranden in Nederland zijn echter nogal abrupt, waardoor er voor typische bosrandsoorten te weinig leefgebied is overgebleven. Door bosranden meer geleidelijk te laten verlopen, ontstaat er een soortenrijke overgang die van open landschap via een kruidachtige ruigtevegetatie over gaat in een dicht struweel en ten slotte in een boslandschap. De ruigtevegetatie wordt aangeduid met ‘zoom’ en het struweel met ‘mantel’. De zoom kan veel bestuivende insecten herbergen en de mantel kan, indien deze uit besdragende struiken bestaat, rijk zijn aan vruchtetende vogels en zoogdieren. Enkele typische bosrandsoorten zijn braamsluiper, hazelmuis, sleedoornpage, hengel en fraai hertshooi. Van nature  kwamen grote geleidelijke bosranden voor in het duinlandschap, langs meanderende beken en rivieren en langs grotere stormgaten in het boslandschap. Ook abrupte bosranden kunnen voor een select aantal soorten van belang zijn,  bijvoorbeeld de zeldzame bosparelmoervlinder. Alvorens het verloop van de bosrand aan te passen, of welke andere maatregel dan ook te nemen, is een goede inventarisatie van belang om de huidige natuurwaarden te behouden.
Geleidelijke bosranden worden ook wel aangeduid als ‘natuurlijke bosrand’, maar juist geleidelijke bosranden hebben vaak intensief beheer nodig en zijn daarmee verre van natuurlijk te noemen. Een geleidelijke bosrand dient minimaal zeven meter breed te zijn om te voorkomen dat deze binnen enkele jaren weer wordt overschaduwd door uitbreidende boomkronen in het aangrenzende bosgebied. Voor de mantel wordt veelal een  vorm van hakhoutbeheer voorgeschreven, wat wil zeggen dat de vegetatie eens in de vijf tot vijftien jaar wordt afgezet. De zoom dient met enige regelmaat gemaaid te worden (eens per een tot drie jaar) om te voorkomen dat deze in een mantel verandert. Indien een geleidelijke bosrand niet wordt beheerd, zal deze al snel dichtgroeien met bos, afhankelijk van de voedselrijkdom van de bodem en de begrazingsdruk, en zo veranderen in een abrupte bosrand.
Bosranden kunnen zowel buiten als binnen het bestaande bos worden ingericht:
- Aanleg buiten het bestaande bos houdt in dat een deel van het aangrenzende open terrein wordt ingeplant met (besdragende) struiken zoals meidoorn, sleedoorn en Gelderse roos, of wordt overgelaten aan spontane successie om een mantel te ontwikkelen. Om de zoom te ontwikkelen, kan een zone tussen de (toekomstige) mantel en het aangrenzende open terrein worden afgeplagd of worden onderworpen aan extensief maaibeheer. Indien het aangrenzende open terrein een agrarisch verleden heeft gekend is afplaggen raadzaam om snelle verruiging met eentonige vegetaties te voorkomen.
- Aanleg binnen het bestaande bos houdt in dat een smalle strook bos wordt gekapt aan de rand van het huidige bosgebied. Afhankelijk van de aanwezige boomsoorten zullen de stobben opnieuw uitlopen en een mantel vormen. Indien ook een zoom gewenst is dient de buitenste zone eens in de paar jaar gemaaid te worden om dichtgroeien met bomen te voorkomen.
- Interne aanleg houdt in dat in het bestaande bos langs paden of open plekken bosranden worden gemaakt. Dit kan ook door een strook bomen te kappen en deze plaatselijk als hakhout te beheren en elders met enige regelmaat te maaien.

## Open plekken maken
In natuurlijke bossen beslaan open plekken ongeveer 10% van het bosareaal en zijn ze verspreid door het bosgebied aanwezig. Van nature ontstaan open plekken in bossen door stormschade, ouderdom, ziekte, plagen, wildschade en op droge groeiplaatsen met een hoog aandeel naaldbomen door brand. Vroeger ontstonden ook open plekken langs beken en rivieren door de sterk wisselende waterstanden. In waterrijke gebieden zijn daarnaast bevers in staat om door afdamming en het vellen van bomen open plekken te maken. Ook andere herbivoren zijn in staat om open plekken voor langere tijd open te houden of zelfs uit te breiden.
Diverse soorten die in gesloten bos door de sterke schaduwwerking niet kunnen overleven, vinden hun toevluchtsoord in open plekken. Dit zijn vogels als geelgors en nachtzwaluw en dagvlinders als  kleine vuurvlinder en kleine ijsvogelvlinder. De vegetatie wordt, afhankelijk van de voedselrijkdom van de bodem, vaak gedomineerd door pionierplanten zoals varens, grassen, brandnetels en biezen.
Er is een belangrijk verschil tussen kleine en grote open plekken:
- Kleine open plekken (niet groter dan eenmaal de heersende boomhoogte) behouden vaak hun hoge luchtvochtigheid, terwijl er wel meer licht ter beschikking komt. Dit leidt ertoe dat deze open plekken vaak begroeid raken met de soorten uit de heersende boomlaag en/of met schaduwtolerante (climax)soorten zoals hulst, taxus, hazelaar, haagbeuk en beuk.
- Op grotere open plekken zijn het meer de pioniers die het gat opvullen. Soorten als grove den, ruwe berk, wilde lijsterbes, vlier, boswilg, eik en ratelpopulier maken dan vaak een significant deel van de verjonging uit.

Doordat de aantallen grote herbivoren in veel bossen laag zijn en doordat Nederlandse bossen nog relatief jong zijn, komen open plekken uit zichzelf nog niet veel voor. Door jarenlang natuurgericht bosbeheer sinds de jaren 1990 bleven open plekken zeldzaam in deze bossen. Karakteristieke soorten van open plekken komen hierdoor vooral nog voor langs bospaden en in bosranden. Dit natuurgerichte bosbeheer houdt in dat bosopstanden pleksgewijs of zelfs boomsgewijs worden geoogst. Onder de gekapte (bomen of) boomgroepen komt bosverjonging op, die de gaten opvult en de nieuwe generatie bos vormt. Het resultaat is een vegetatie die permanent uit een gelaagd opgaand bos bestaat, zonder dat er open plekken van enig formaat kunnen ontstaan. Nu de in de 20ste eeuw aangelegde bossen ouder worden, werken terreinbeheerders zoals Staatsbosbeheer aan het verjongen van de bossen, waardoor er weer meer open plekken  ontstaan.
In de vroeger veel toegepaste vlaktegewijze verjonging was het gebruikelijk om hele bospercelen in een keer te verjongen, waardoor grote open plekken vaker voorkwamen dan kleine open plekken.
De grootte van de aangelegde open plekken bepaalt, bij toepassing van natuurlijke verjonging,  ook de soortensamenstelling van het toekomstige bos. Door variatie in grootte, ligging en tijd aan te brengen bij het creëren van open plekken ontstaan geschikte biotopen voor een zo groot mogelijke biodiversiteit.

## Verticale gelaagdheid creëren
Bos kent niet alleen een horizontale, maar ook een verticale structuur. De horizontale gelaagdheid bestaat uit de afwisseling van open plekken, jong bos en opgaand bos. Bij de verticale gelaagdheid kijkt men naar de strooisellaag, de kruid- en moslaag, de struiklaag, de tweede boomlaag en de dominante boomlaag. In een natuurlijk boslandschap is geen van deze lagen dominant en komen ze in een mozaïek voor in het boslandschap. Niet alleen het type plant bepaalt de gelaagdheid (kruid, struik of boom), maar ook verschillende soorten, leeftijden en verschijningsvormen. Jonge bomen worden bijvoorbeeld tot de struiklaag gerekend. Veel soorten zijn aanwezig in bossen met een grote verticale gelaagdheid. Door het voorkomen van vele biotopen vinden we er soorten met uiteenlopende habitateisen. Struweelvogels komen hier naast holenbroeders voor en indien er een rijk bloeiende kruid- en struiklaag is kunnen hier tevens vele insecten worden aangetroffen zoals het bont zandoogje en de bramensprinkhaan. Daarnaast zijn er soorten die meerdere lagen nodig hebben. De matkop (Rode-lijstsoort) is hier een goed voorbeeld van. Hij foerageert voornamelijk in de boomlaag terwijl hij broedt in de struiklaag. Om verticale gelaagdheid te creëren en te behouden is beheer nodig. Door negatieve externe effecten zoals verzurende en vermestende stikstofdepositie treedt al snel verruiging en vergrassing op waardoor de boom- en struiklaag niet kunnen verjongen. Daarnaast zijn veel bossen in Nederland nog jong en homogeen aangelegd, waardoor er nog weinig structuur aanwezig is.
De volgende maatregelen kunnen worden genomen om de verticale gelaagdheid in het bos te verhogen:
- Gaten maken in het kronendak: Is een bos erg jong en bestaat dit uit schaduwtolerante boomsoorten (boomsoorten die weinig zonlicht doorlaten en zelf op jonge leeftijd ook weinig zonlicht nodig hebben zoals beuk en douglasspar), dan zal door kroonsluiting de verticale gelaagdheid zonder gericht beheer verdwijnen. Door verspreid bomen te kappen, ontstaan gaten in het kronendak, waardoor de onderliggende lagen betere groeikansen krijgen. Vaak kunnen de kosten worden gedekt uit houtverkoop. Door al in jonge bossen in te spelen op verticale gelaagdheid, wordt de ontwikkeling naar een ‘oud’ bos versneld. Het is wel van belang dat de gaten die worden gemaakt minimaal een keer de heersende boomhoogte groot zijn om bosverjonging een kans te geven. Indien de gaten kleiner zijn dan een keer de heersende boomhoogte, zullen aangrenzende boomkronen door zijdelingse uitbreiding voorkomen dat er licht op de bodem komt waardoor struiken en kruiden al na een paar jaar weer verdwijnen.
- Bodemverwonding: wanneer de kruidlaag van een bos bestaat uit homogene vegetaties van soorten als pijpenstrootje, bochtige smele, braam of adelaarsvaren kan worden gekozen om de bodem lokaal te verwonden. Dit kan een neveneffect zijn van houtoogst, wanneer bij het uitslepen van hout het uiteinde van de stam de bovenste bodemlaag verstoort. Men kan ook doelbewust met machines de minerale grond blootleggen. In gebieden waar diersoorten als wilde zwijnen, konijnen en/of dassen in voldoende hoge dichtheden voorkomen, zijn deze maatregelen vaak niet nodig.  Deze dieren zijn zelf ook in staat om de bosbodem om te woelen en zo de minerale bodem bloot te leggen. Op de minerale bodem kunnen pionierboomsoorten zoals grove den, ruwe berk en wilde lijsterbes verjongen.
- Aanplant: De structuur kan worden verbeterd door nieuwe bomen en/of struiken in een bestaand bosgebied toe te voegen. Er kan worden gekozen voor zaaien of uitplanten, bij voorkeur met autochtoon uitgangsmateriaal. Indien vraatgevoelige soorten worden aangeplant en de begrazingsdruk hoog is in het desbetreffende bos, kan het nodig zijn om de jonge aanplant tegen vraat te beschermen. Bij aanplanten kan gekozen worden voor boomsoorten die de bodemstructuur verbeteren, zoals winterlinde en sporkehout. Deze soorten hebben goed verterend blad waardoor de soortenrijkdom van de strooisellaag wordt verhoogd.[16]
- Niets doen: Indien een bos tegen de vervalfase aan zit (de fase waarin een bos van ouderdom langzaam begint af te takelen), zal er vanzelf een verticale gelaagdheid ontstaan. Op plekken waar bomen dood gaan komt licht op de grond waardoor kruiden, struiken en vervolgens jonge bomen kunnen kiemen om het gat weer op te vullen.[17]

Ook hier geldt dat een combinatie van de beschreven maatregelen meestal leidt tot beter resultaat wat betreft gelaagdheid.

## Bosbegrazing
Vaak worden grote grazers ingezet bij het biodiversiteitsbeheer, zeker als het gebied voldoende omvangrijk is. Iedere grazer heeft zijn eigen unieke invloed op het bossysteem, en een combinatie van verschillende soorten grazers leidt veelal tot een grotere variatie en dus een hogere biodiversiteit. De in Nederland inheemse grote grazers zijn onder te verdelen in drie categorieën: grazers, snoeiers en variabele eters.
Grote grazers kunnen, afhankelijk van de soort en de dichtheden, voor alle bovengenoemde beheermaatregelen worden ingezet. Door middel van grazen, snoeien en schillen oefenen zij een sterke invloed uit op de ontwikkeling van het bos. Grazers zijn in staat om open plekken langer open te houden en een geleidelijke bosrand te laten ontstaan tussen deze open plekken en het aangrenzende opgaande bos. Hiertoe dienen zowel echte grazers als snoeiers aanwezig te zijn. Daarnaast zijn grote grazers in staat om zelf open plekken te creëren door bomen te schillen of, in het geval van bevers, te vellen. Ook maken ze lokaal de bodem open en verspreiden ze via hun uitwerpselen nutriënten, waardoor verschillen in microreliëf en voedselrijkdom ontstaan.
Begrazing zorgt in natuurlijke dichtheden voor een hoge biodiversiteit. Zo heeft begrazing een positief effect op soorten van korte vegetaties zoals de zandhagedis en diverse dagvlinders. Daarnaast zorgt begrazing voor verschillen in bodemdichtheid, waardoor er een gevarieerde vegetatie kan voorkomen in begraasd gebied. Ook zijn er veel soorten direct afhankelijk van de grazers doordat ze leven van mest en kadavers, bijvoorbeeld strontvliegen, mestkaalkopjes en aaskevers. Ook komen parasieten voor in levende grazers. Het is voor deze soorten wel van belang dat de grazers geen ontwormingsmiddelen hebben gehad.
Begrazing kan op verschillende manieren bijdragen aan het verhogen van de biodiversiteit in bossen en overige natuurgebieden. In grote natuurontwikkelingsgebieden zijn grazers vaak een doel op zich en worden ze ingezet als integraal onderdeel van het ecosysteem. Samen met andere natuurlijke processen dient begrazing hier om op langere termijn geleidelijke overgangen in een landschap aan te brengen. Grazers lopen hier jaarrond in een terrein van ten minste 500 ha en worden niet bijgevoerd.
Ook kan begrazing als middel worden ingezet om specifieke natuurdoelen na te streven. Hier kiest de mens de intensiteit, locaties en de tijdsduur van de begrazing en kan deze specifiek worden gestuurd. Deze vorm van begrazing kan worden opgedeeld in de volgende methoden:
- Drukbegrazing: Er wordt gedurende een korte tijd  met een hoge intensiteit begraasd. Dit kan bijvoorbeeld worden overwogen in sterk verruigde terreindelen om pioniervegetaties en/of bosverjonging te stimuleren.
- Seizoensbegrazing: Gedurende een bepaald seizoen worden grazers ingeschaard. Als het tegengaan van vergrassing met pijpenstrootje een doel is, wordt bijvoorbeeld zomerbegrazing aangeraden. Voor vergrassing met bochtige smele is juist winterbegrazing meer effectief.
- Jaarrondbegrazing: Binnen een omrasterd gebied van ten minste veertig hectare worden gedurende het hele jaar grazers gehouden. Om degradatie van bodem en vegetatie te voorkomen, is het van belang dat dit gebied verschillende bodemsoorten beslaat. Ook dient, afhankelijk van de voedselrijkdom van de bodem, ongeveer een derde van het begrazingsgebied uit open terrein te bestaan. Dit hangt ermee samen dat grazers bossen vaak als ‘huis’ gebruiken en hoofdzakelijk foerageren op open terrein. Jaarrondbegrazing is voor de biodiversiteit het beste, omdat dan tevens insecten die in mest overwinteren in het terrein voor kunnen komen. Een andere reden is dat grazers in de loop van de seizoenen een wisselende invloed uitoefenen op het systeem, bijvoorbeeld doordat in de winterperiode ook houtige gewassen worden gegeten.

## Wildbeheer
Wilde grazers, zoals reeën, edelherten en wilde zwijnen, hebben niet alleen een positieve invloed op het bos en de biodiversiteit. Bij te grote wilddichtheid kan begrazing op arme bodems zorgen voor degradatie van bodem en vegetatie. Ook de toekomst (verjonging) van het bos kan erdoor in het geding komen. Uit onderzoek blijkt dat een dichtheid van achttien dieren per honderd ha op drogere zandgronden ertoe kan leiden dat op kleine open plekken geen verjonging opkomt. Bij afwezigheid van grazers zou op die plekken wel verjonging optreden van berk, wintereik, beuk en grove den. Wanneer bossen grootschalig worden verjongd en/of de verjongingsgaten worden uitgerasterd, is dit geen probleem voor de instandhouding van het bos. Ook kunnen wilde grazers ervoor zorgen dat de bosverjonging erg soortenarm wordt, met als gevolg dat de biodiversiteit van het toekomstige bos lager zal uitvallen dan zonder begrazing. Op open plekken van een ha kwam in een proef bij genoemde wilddichtheid een verjonging op van grove den, berk en beuk, terwijl bij afwezigheid van deze grazers ook lijsterbes en eik in de verjonging  opkwamen. Mede omdat iedere inheemse boomsoort tientallen soortspecifieke insectensoorten kent, kan een dergelijke verarming een negatief gevolg hebben voor de biodiversiteit als geheel. Niet alleen de bosverjonging, maar ook zeldzame flora kan ten onder gaan aan een te hoge begrazingsdruk. Enkele typische bosplanten zoals slanke sleutelbloem en bosanemoon kunnen slecht tegen begrazing.
Volgens de ‘landscape of fear’-theorie komen van nature in wolventerritoria gevarieerde bosverjongingsvormen en begrazingsgevoelige soorten voor, doordat grazers in dergelijke terreinen meer op hun hoede zijn en minder tijd besteden aan grazen. Mede omdat de dichtheid aan wolven in Nederland ver onder de draagkracht van het gebied ligt, is het in Nederland nog noodzakelijk om door beheermaatregelen het aantal grazers ofwel hun impact op het gebied te reguleren.
Dit kan op de volgende manieren:
- Uitrasteren: Waar bosverjonging gewenst is, of waar men schade door grazers wil voorkomen aan ecologisch waardevolle objecten zoals voedselarme vennen of dassenburchten, kunnen rasters worden geplaatst. Deze maatregel is voornamelijk bruikbaar voor het beschermen van individuele elementen of percelen, omdat het erg kostbaar is om complete bossen uit te rasteren.
- Individuele bomen beschermen: Jonge aanplant kan worden beschermd met bijvoorbeeld plantkokers of (bij groter plantsoen) schilderstape. Hierdoor wordt de eindscheut van de aangeplante bomen niet opgegeten door grazers, waardoor deze kan doorgroeien.[24]
- Beheer van de wilddichtheid: de wildschade kan ook worden verminderd door een wildstand te handhaven die de algehele biodiversiteit niet schaadt. Dit kan door jacht of door verplaatsing van dieren. Ook kan het voedselaanbod voor deze dieren worden verhoogd door bijvoorbeeld wildweiden of (bemeste) open plekken aan te leggen om schade aan het bos te voorkomen. Indien bij gelijke wildstand het voedselaanbod toeneemt, zal dit tot afnemende schade leiden.[21]

## Exotenbeheer
Vaak worden  'inheemse’ en ‘uitheemse’ soorten onderscheiden als het gaat om biodiversiteit.,  Soorten die tot die laatste groep behoren worden ook wel ‘exoten’ genoemd. Deze zijn hier bewust of onbewust ingevoerd door de mens en zouden hier van nature niet voorkomen. Er zijn talloze motieven geweest om exoten in te voeren in het Nederlandse bossysteem, zoals houtproductie, bontfokkerij of jacht. Daarnaast komen mede door de globalisering jaarlijks nieuwe exoten Nederland binnen door het toegenomen verkeer van goederen en personen over grote afstanden. Sommige van deze uitheemse soorten staan te boek als ‘invasieve exoot’, wat wil zeggen dat ze de natuurlijke ecologische processen verstoren en in extreme gevallen zelfs in staat zijn om inheemse soorten door concurrentie of predatie volledig uit te roeien. Een voorbeeld hiervan is de grijze eekhoorn, die de inheemse rode eekhoorn uit Europa aan het verdringen is. Mede vanwege dit invasieve karakter staat de exotenbestrijding hoog op de agenda bij natuurbeheerders en overheden. Zo is er sinds 3 augustus 2016 een Europese verordening van kracht die bezit, handel, kweek, transport en import van een aantal exoten verbiedt. Ook in het bosbeheer is het vanuit het oogpunt van biodiversiteit raadzaam om invasieve exoten te bestrijden voor zover dit mogelijk is. Daarnaast verdient het de voorkeur om bij bosaanplant inheemse herkomsten te gebruiken.
Ondanks het negatieve beeld dat er bestaat over exoten, kunnen sommige exoten wel degelijk waardevol zijn voor de inheemse biodiversiteit. Botanici hanteren hierom een aparte categorie tussen ‘inheems’ en ‘uitheems’, de zogenaamde ‘ingeburgerde’ soorten. Officieel zijn dit soorten die zich gedurende drie generaties op drie verschillende plekken spontaan hebben gehandhaafd. Door middel van processen als natuurlijke selectie en migratie kunnen soorten die eerst als ‘invasieve exoot’ te boek staan, later van belang zijn voor de inheemse biodiversiteit. De aanleg van bossen van uitheemse soorten – geselecteerd op basis van intensief onderzoek - heeft in Nederland bijvoorbeeld geleid tot het ontstaan van nieuwe ecosystemen. Zo komen in uitheemse naaldbossen specifieke soorten voor, zoals vuurgoudhaan en kruisbek. De oorspronkelijk uitheemse lariks en fijnspar zijn daarnaast waardevol voor tal van inheemse soorten paddenstoelen. Een ander bekend voorbeeld is de Amerikaanse vogelkers. Deze boomsoort werd een aantal decennia geleden nog ‘bospest’ genoemd vanwege zijn invasieve karakter. Inmiddels wordt deze ook gezien als een waardevolle voedselplant voor talloze schimmels en 64 verschillende inheemse insectensoorten. Ter vergelijking: op de inheemse gewone vogelkers komen slechts 43 soorten insecten voor. Het vijfstippelig struikhaantje, een aan de inheemse lijsterbes gebonden keversoort, is in de jaren 1990 ook aangetroffen op de Amerikaanse vogelkers en blijkt zelfs genetisch te zijn veranderd ten opzichte van zijn op lijsterbes levende voorouders.  Inmiddels komen individuen van deze soort zowel op de wilde lijsterbes als op de Amerikaanse vogelkers voor en treedt er reproductieve isolatie op waardoor hij wellicht in de toekomst op zal splitsen in twee soorten. Reproductieve isolatie betekent dat er voor een lange tijd, door barrières in de leefomgeving, geen voortplanting plaatsvindt tussen individuen van één soort uit verschillende populaties.
Wanneer exoten zijn ingeburgerd of anderszins geen invasief karakter hebben, kunnen deze waardevol zijn voor de inheemse biodiversiteit. Mede hierom is er geen eenduidig beeld te schetsen voor het beheer van exoten in het Nederlandse bossysteem. De grote uitdaging bij het beheer is om de specifieke kwaliteiten van exoten voor de biodiversiteit op waarde te schatten en deze waar mogelijk verantwoord in het bos te verweven.